# William J. Bulow

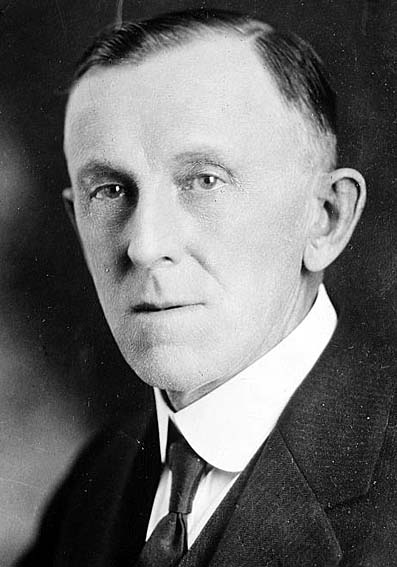
William J. Bulow

William John Bulow (* 13. Januar 1869 in Moscow, Clermont County, Ohio; † 26. Februar 1960 in Washington, D.C.) war ein US-amerikanischer Politiker (Demokratische Partei), der den Bundesstaat South Dakota im US-Senat vertrat. Außerdem war er von 1927 bis 1931 der zwölfte Gouverneur dieses Staates.

## Frühe Jahre
William Bulow besuchte die örtlichen Schulen seiner Heimat in Ohio. Dann studierte er bis 1893 an der University of Michigan Jura. Im Jahr 1893 zog er nach South Dakota, wo er sich zunächst in Sioux Falls und dann in Beresford niederließ. Dort eröffnete er eine Anwaltskanzlei und half beim Aufbau der Stadt mit. Von 1902 bis 1927 war er Anwalt der Stadt. Nur in den Jahren 1912 bis 1913 übte er diese Aufgabe nicht aus, weil er in diesen beiden Jahren Bürgermeister des Ortes war. Zwischen 1899 und 1901 gehörte er dem Senat von South Dakota an. Im Jahr 1918 wurde er Bezirksrichter im Union County.
1924 bewarb er sich erfolglos um das Amt des Gouverneurs seines Staates. Zwei Jahre später hatte er mehr Erfolg und wurde zum neuen Gouverneur von South Dakota gewählt. Dabei gelang es ihm, den Amtsinhaber Carl Gunderson zu besiegen. Damit war er der erste Demokrat in diesem Amt. Bis zu diesem Zeitpunkt waren alle Gouverneure mit Ausnahme von Andrew E. Lee (Populist Party) Republikaner gewesen.

## Gouverneur von South Dakota
Bulow trat sein neues Amt am 4. Januar 1927 an. Nach einer Wiederwahl im Jahr 1928 konnte er bis zum 6. Januar 1931 als Gouverneur amtieren. Gleich zu Beginn seiner Amtszeit begannen im Jahr 1927 die Bauarbeiten am Mount-Rushmore-Denkmal. 1928 machte Bulow Schlagzeilen, als er die bekannte Spielerin Poker Alice begnadigte, die wegen Alkoholschmuggels verurteilt worden war. Die Frau war damals 78 Jahre alt und Bulow wollte ihr das Gefängnis ersparen.
Schwerpunkte seiner ersten Amtszeit waren der Staatshaushalt und das Staatseinkommen. Seine zweite Amtszeit war überschattet von der Weltwirtschaftskrise, die seit Oktober 1929 die gesamte westliche Welt erschütterte. In South Dakota wurde die ohnehin schon schwierige Lage durch eine große Dürre und Sandstürme erschwert, die den Farmern zusätzliche Probleme bereiteten. Obwohl das Staatsparlament von der oppositionellen Republikanischen Partei beherrscht war, gelang es, eine gemeinsame Politik gegen die Krise einzuschlagen. Man half den Farmern mit verbilligten Krediten und Steuererleichterungen. Mit diesen Maßnahmen wurde der erste Schritt zur Überwindung der Krise getan. Im weiteren Verlauf der 1930er Jahre sollte dann auch South Dakota mit Hilfe des New-Deal-Programms der Bundesregierung unter Präsident Franklin D. Roosevelt die Krise überwinden.

## Weiterer Lebenslauf
Zwischen dem 4. März 1931 und dem 3. Januar 1943 vertrat Bulow seinen Heimatstaat im US-Senat. Dort war er Vorsitzender des Ausschusses für den Öffentlichen Dienst (Committee on Civil Service). 1942 wollte er zur Wiederwahl antreten, wurde aber von seiner Partei nicht mehr nominiert. Nach seiner Zeit im Senat trat er in Washington einer Anwaltsfirma bei. William Bulow starb im Jahr 1960 im Alter von 91 Jahren. Seine letzten vier Jahre verbrachte er erblindet und auch sonst in schlechtem Gesundheitszustand. Er war zweimal verheiratet und hatte insgesamt drei Kinder.